# هاينريش فريدريش فيبر
هاينريش فريدريش فيبر (بالألمانية: Heinrich Friedrich Weber)‏ (و. 1843 – 1912 م) هو فيزيائي من الاتحاد الألماني . ولد في مجدلا (ألمانيا) .
توفي في زيورخ ، عن عمر يناهز 69 عاماً.

## التعليم
تعلم في جامعة يينا